# Гипофосфат натрия, трёхзамещённый
Гипофосфат натрия, трёхзамещённый — неорганическое соединение,
кислая соль натрия и фосфорноватой кислоты
с формулой Na3HP2O6,
бесцветные кристаллы,
растворимые в воде,
образует кристаллогидрат.
Другое название: фосфитофосфат натрия.

## Получение
- Нагревание гидрофосфита натрия и гидрофосфата натрия:

{\displaystyle {\mathsf {NaH_{2}PO_{3}+Na_{2}HPO_{4}\ {\xrightarrow {180^{o}C}}\ Na_{3}HP_{2}O_{6}+H_{2}O}}}

## Физические свойства
Гипофосфат натрия, трёхзамещённый образует бесцветные кристаллы.
Растворяется в воде.
Образует кристаллогидрат состава Na3HP2O6•9H2O.